# 37596 Cotahuasi
37596 Cotahuasi este o planetă minoră (asteroid), cu un diametru de 2,149 km, din Mars-crossing asteroid⁠(d). A fost descoperită pe 9 noiembrie 1991 la Observatorul La Silla de Eric Walter Elst. 
Obiectul prezintă o orbită caracterizată de o semiaxă mare de 2,4026008 UAi, o excentricitate de 0,32, o înclinație de 21,53065 ° în raport cu ecliptica.